# Гузов, Иоанн Олегович
Иоанн Олегович Гузов (бел. Іаан Алегавіч Гузаў; род. 7 апреля 2004, Речица, Гомельская область) — белорусский футболист, нападающий клуба «Белшина».

## Карьера
Воспитанник бобруйского клуба «Белшина». В 2021 году отправился во вторую команду клуба, где выступал во Второй Лиге. В начале 2022 года футболист начинал сезон в дублирующем составе клуба. В октябре 20202 года стал подтягиваться к играм с основной командой. Дебютировал за основную команду 9 октября 2022 года в матче против «Ислочи», выйдя на замену на 90 минуте. По итогу своего дебютного сезона сыграл за клуб в 4 матчах Высшей Лиге, результативными действиями не отличившись.
Новый сезон начал с матча 4 марта 2023 года в рамках Кубка Беларуси против борисовского БАТЭ. Вылетел из розыгрыша Кубка Беларуси, с разгромным счётом уступив борисовскому клубу 11 марта 2023 года в ответном четвертьфинальном матче. Первый матч в чемпионате сыграл 14 апреля 2023 года против «Ислочи», выйдя на замену на 67 минуте. Провёл за клуб 4 матча в сезоне, выходя на поле со скамейки запасных на последних минутах. По итогу сезона вместе с клубом завершил чемпионат на последнем месте и вылетел в Первую лигу.

## Международная карьера
В ноябре 2022 года футболист бы вызван в юношескую сборную Беларуси до 19 лет. Дебютировал за сборную 17 ноября 2022 года в матче против сборной России до 18 лет.